# Rắn hổ xiên tre
Rắn hổ xiên tre (danh pháp khoa học: Pseudoxenodon bambusicola) là một loài rắn trong họ Rắn nước. Loài này được Vogt mô tả khoa học đầu tiên năm 1922.